# Raúl Entrerríos
Raúl Entrerríos (Gijón, 12 febbraio 1981) è un allenatore di pallamano ed ex pallamanista spagnolo, coordinatore del settore giovanile del Barcellona.